# Бердяш Руський
Бердя́ш Руський (рос. Бердяш Русский, башк. Урыҫ Бирҙәше) — село у складі Зілаїрського району Башкортостану, Росія. Входить до складу Івано-Кувалатської сільської ради.
Населення — 13 осіб (2010; 45 в 2002).
Національний склад:
- росіяни — 100%